# Ciornozem, Semenivka
Ciornozem (în ucraineană Чорнозем) este un sat în comuna Tîmonovîci din raionul Semenivka, regiunea Cernihiv, Ucraina.

## Demografie
Componența lingvistică a localității Ciornozem
     Ucraineană (65,08%)
     Rusă (34,92%)
Conform recensământului din 2001, majoritatea populației localității Ciornozem era vorbitoare de ucraineană (65,08%), existând în minoritate și vorbitori de rusă (34,92%).